# Timm Sharp
Timm Sharp (født 1978) er en amerikansk skuespiller hovedsageligt kendt for sine tv roller, herunder en ledende rolle i komedien Undeclared fra 2001, samt tilbagevendende roller i serierne Six Feet Under og 'Til Death.